# Gimont
Gimont – miejscowość i gmina we Francji, w regionie Oksytania, w departamencie Gers.
Według danych na rok 1990 gminę zamieszkiwało 2819 osób, a gęstość zaludnienia wynosiła 102 osób/km² (wśród 3020 gmin regionu Midi-Pireneje Gimont plasuje się na 121. miejscu pod względem liczby ludności, natomiast pod względem powierzchni na miejscu 348.).